# Losne
 Losne  es una población y comuna francesa, en la región de Borgoña, departamento de Côte-d'Or, en el distrito de Beaune y cantón de Saint-Jean-de-Losne.

## Demografía
| 1106 | 1108 | 1172 | 1307 | 1334 | 1347 |
| Para los censos de 1962 a 1999 la población legal corresponde a la población sin duplicidades (Fuente: INSEE [Consultar]) |      |      |      |      |      |